# Egon Dietrichstein
Egon Dietrichstein (né le 13 juin 1889 à Vienne, mort le 18 août 1937 dans la même ville) est un écrivain et journaliste autrichien.

## Biographie
Egon est le fils d'Isidor Dietrichstein et de son épouse Irene Spitzer, il a une sœur aînée, Ella (née en 1886). Pendant la Première Guerre mondiale, il sert en tant que volontaire d'une année dans un Landsturm du 6 décembre 1916 au 20 décembre 1917. Il travaille aussi aux archives de la guerre avec des collègues comme Stefan Zweig, Alfred Polgar ou Rainer Maria Rilke.
Avant, pendant et après la guerre, Dietrichstein est rédacteur et feuilletoniste pour des quotidiens et des hebdomadaires, notamment le Neues Wiener Journal. Il fait par exemple le portrait, le 15 décembre 1918, du secrétaire du Parti communiste d'Autriche, Egon Erwin Kisch. Le 3 décembre 1919, il fait une longue interview ce Thomas Mann.
Dietrichstein est un habitué du Café Museum et du Café Central, d'importants lieux de la vie intellectuelle à Vienne. Il mène une vie dissolue et porte souvent des vêtements abîmés. Il essaie plusieurs fois de se remettre à flot avec des prêts d'argent à un taux d'intérêt exorbitant. Son ami, l'avocat Hugo Sperber, le défende à plusieurs reprises.
Bruno Kreisky rapporte cette anecdote : Lors d'un interrogatoire, un Feldwebel demande à Egon Dietrichstein : "Prince ou Juif ?" (Il existe une famille noble du nom de Dietrichstein), il répond : "Juif", le militaire conclut : "On ne pourra rien faire pour cela non plus".

## Source de la traduction
- (de) Cet article est partiellement ou en totalité issu de l’article de Wikipédia en allemand intitulé « Egon Dietrichstein » (voir la liste des auteurs).